# HostPro
Hostpro.ua (Хостпро) – українська хостингова компанія та реєстратор доменних імен, один з лідерів на ринку хостинг-провайдерів з 2001 року. Компанія сертифікована Hostmaster як реєстратор в українських доменних зонах .ua, .com.ua, kyiv.ua, org.ua та інших. Спеціалісти технічної підтримки хостинг-провайдера сертифіковані cPanel.

## Історія
У 2010 році Hostpro запропонували перший в Україні CDN хостинг.
У квітні 2011 року – вперше в Україні запустили публічний хмарний хостинг.
У 2014 році – першими в Україні перейшли на роботу по протоколу HTTP/2.
У 2016 році – Hostpro однією з перших в Україні стає партнером Cloudflare.
У 2020 – 2021 роках – одними з перших почали використовувати SSD NVMe-диски на віртуальному хостингу та VPS.
У 2022 році – отримали статус акредитованого реєстратора ICANN. 

## Діяльність
Компанія Hostpro надає послуги віртуального хостингу, оренди VPS, виділених серверів (“dedicated servers”), оренди ліцензій Microsoft, реселінгу хостингу та здійснює реєстрацію у понад 300 українських та міжнародних доменних зонах. Також Hostpro займається оформленням та встановленням SSL-сертифікатів від центрів сертифікації Comodo, Certum, GeoTrust, Thawte, RapidSSL та безкоштовний Let’s Encrypt.Сервери хостинг-провайдера Hostpro розміщені в Україні, Польщі, Нідерландах та США.
З 2009 року в компанії діє партнерська програма.

## Домени
Компанія виступає як реєстратор міжнародних, українських, регіональних, кириличних та найновіших TLD-доменів з 2001 року. За цей період 94% клієнтів продовжили раніше зареєстровані доменні імена. У загальному рейтингу українських доменних реєстраторів від hi-Tech HostPro займає 4-те місце, у рейтингу від Hostmaster 5-те місце.
Hostpro надає можливість забезпечити максимальну конфіденційність за допомогою послуги захисту ID домену. Контактна інформація, яку необхідно надати при реєстрації домену: ім’я, адреса, номер телефону та електронна пошта, замінюються в базі даних Whois на дані реєстратора. Таким чином, особисті дані клієнта припиняють бути доступними для всіх користувачів Інтернету.

## Хостинг
З 2001 року компанія фігурує як один з основних провайдерів хостингових послуг на ОС Linux, Windows, а також спеціалізованого хостингу сайтів на різноманітних CMS (WordPress, Drupal, Prestashop, Magento, MODx, October CMS, OpenCart, Joomla)для вебресурсів різного масштабу: лендингів, новинних порталів, зокрема на самописному движку, сайтів-візиток, блогів, невеликих та масштабних інтернет-магазинів тощо.
З 2020 року відбулося впровадження нової дискової системи на базі SSD NVMe-накопичувачів (скор. від Non-Volatile Memory Host Controller Interface Specification) та високопродуктивних процесорів INTEL XEON для віртуального хостингу та AMD EPYC для VPS.
Для того, щоб вирішити проблему низької швидкості завантаження під час підвищеного трафіку, використовується пропрієтарна технологія Intel® Turbo Boost 2.0, яка надає можливість на певний період часу збільшити частоту процесорних ядер за рахунок тих, які на цю мить неактивні. За рахунок передачі даних по шині PCI Express 4.0, а не SATA, яка розроблялася для жорстких дисків старого покоління (HDD), стало можливим задіювати максимальну швидкість запису та читання даних. У результаті досягається у 8 разів більша продуктивність ресурсу у порівнянні зі звичайними SSD-дисками, а також аптайм 99,99%.
Типи вебсерверів, які використовуються в HostPro: LightSpeed та звʼязка Apache + Nginx, забезпечують високу швидкість обробки статистичного й динамічного контенту. Фізичні сервери HostPro перебувають під цілодобовим захистом від DDoS-атак, що запобігає простоям.

## Хмарний хостинг
У 2011 році компанія Hostpro першою в Україні запустила хмарний хостинг (Cloud Hosting або Cloud Computing), який дозволяє виділяти ресурси для сервера саме тоді, коли вони потрібні. У результаті оплата здійснюється лише за використані ресурси.

## Рейтинги
Компанія входить у ТОП-3 найкращих провайдерів хостингу 2023 (1-ше місце) за версією MyHost Expertта (2-ге місце) за версією Website Planetта Hostings.